# Desmodasys phocoides
Desmodasys phocoides är en djurart som tillhör fylumet bukhårsdjur, och som beskrevs av Clausen 1965. Desmodasys phocoides ingår i släktet Desmodasys och familjen Turbanellidae. Inga underarter finns listade i Catalogue of Life.